# Arctosa serii
Arctosa serii är en spindelart som beskrevs av Vincent Daniel Roth och Brown 1976. Arctosa serii ingår i släktet Arctosa och familjen vargspindlar. Inga underarter finns listade i Catalogue of Life.